# Проституция в Эстонии
Проституция в современной Эстонии является легальной деятельностью. Проститутки должны быть совершеннолетними, иметь справку о состоянии здоровья и могут оказывать сексуальные услуги только в собственных или съёмных жилых помещениях.
Деятельность сутенёров рассматривается как незаконная.

## История
В 1998 году полиция зарегистрировала 268 женщин, задержанных в гостиницах при оказании услуг сексуального характера.
На 2006 год в стране работало около 3000 проституток:
При этом Эстония стала страной экспорта и транзита проституции. Три четверти проституток живёт в Таллине или в северо-восточной Эстонии, примерно половина проституток замужем или имеют постоянного партнера, у трети есть дети, как правило, один ребёнок.

Как выяснили исследователи, треть «жриц любви» зарабатывает от 9 до 15 тысяч крон в месяц и выше, 24 % — 5-9 тысяч крон, 29 % процентов — около 5 тысяч крон.
27 июня 2011 года Эстония была включена Государственным департаментом США в список пяти европейских стран, являющихся узлами торговли женщинами, принуждаемыми к проституции.

## Детская и подростковая проституция
Проституция в Эстонии связана с вовлечением в неё несовершеннолетних и торговлей людьми. По данным полиции 2005 года, в городе Таллин 27 % из одной тысячи «ночных бабочек» были моложе 18 лет; предполагается, что подобное соотношение адекватно и для всей страны в целом.